# University of Waterloo

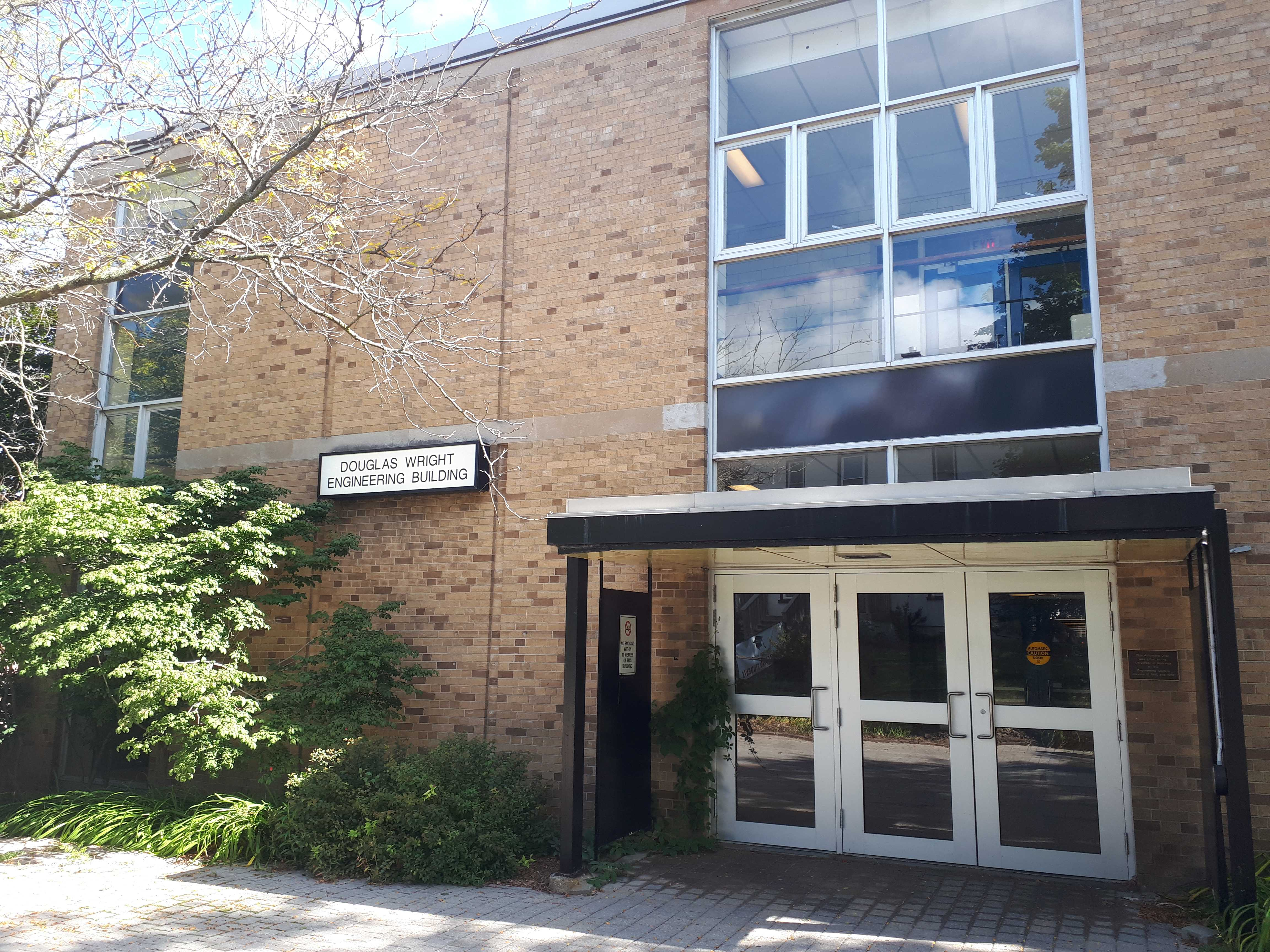
Douglas Wright Engineering Buildning på University of Waterloo.

University of Waterloo är ett universitet i Waterloo i Ontario i Kanada. Universitetet grundades 1957 och fick universitetsstatus 1959. Universitetet hade 1999 cirka 23 000 studenter.
Universitetet rankades 2020 på delad 173:e plats i QS Universitetsvärldsrankning över världens bästa universitet.
University of Waterloo är medlem i den så kallade U15-gruppen.